# Distretto di Urcos
Il distretto di Urcos è uno dei dodici distretti della  provincia di Quispicanchi, in Perù. Si trova nella regione di Cusco.